# Families Like Ours – Nur mit Euch
Families Like Ours – Nur mit Euch ist eine dänische Dramaserie von Thomas Vinterberg. Sie feierte am 31. August 2024 ihre Premiere bei den Internationalen Filmfestspielen von Venedig 2024. Die Erstausstrahlung im dänischen Fernsehen begann am 20. Oktober 2024 bei TV 2 und in Deutschland in der ARD Mediathek am 21. Februar 2025.

## Handlung
Die Hochwasserschutzmaßnahmen werden für die dänische Wirtschaft zu teuer. Die dänische Regierung beginnt mit der Evakuierung der Bevölkerung, wodurch Familien und Freunde auseinandergerissen werden. Während wohlhabende Menschen selbst einen neuen Ort suchen können, sind andere auf Hilfe angewiesen.

## Produktion
Die Idee für die Serie entstand, als Thomas Vinterberg in Paris war und sich als Ausländer nicht willkommen fühlte. Daraus entsprang der Gedanke, wie es wäre, alles zu verlieren, was wir lieben und als selbstverständlich ansehen. Bei der Konzeption merkte er, dass die Thematik zu komplex ist, um sie in Spielfilmlänge zu erzählen, weshalb er eine Serie konzipierte. Großen Einfluss nahm seine im Mai 2019 verstorbene Tochter, die sich viel mit dem Klimawandel beschäftigt hatte. Für eine realistische Zukunftsprognose sprachen er und sein Team unter anderem mit dem dänischen Außenministerium darüber, wie ein Korridor nach Bukarest geschaffen werden könne, wie auch mit Wissenschaftlern über die Frage, wie eine Flut entsteht. Das Drehbuch, das während der COVID-19-Pandemie geschrieben wurde, enthielt ursprünglich Szenen, die stark an die Geschehnisse während der Pandemie erinnerten – wie Panikkäufe – und deshalb im Nachhinein gestrichen wurden.
Die Serie wurde von Zentropa Entertainments für TV 2 (Dänemark), Studiocanal und Canal+ produziert, in Ko-Produktion mit NRK und TV4 / C MORE. Weitere Ko-Produzenten sind Zentropa Sweden, Film i Väst, Sirena Film und Ginger Pictures sowie Canal+, M7 und die ARD Degeto. Die Dreharbeiten fanden 2022 und 2023 statt und dauerten mit zwischenzeitlichen Pausen ein Jahr lang. Die Drehorte lagen in Dänemark, Schweden, Tschechien, Rumänien und Frankreich. Es agierten über 40 Schauspieler und 2.500 Statisten. Das Budget betrug 16 Millionen Euro.

## Veröffentlichung
Ihre Premiere hatte die Serie bei den Internationalen Filmfestspiele von Venedig 2024 außerhalb des Wettbewerbs.
In Dänemark begann die Ausstrahlung am 20. Oktober 2024 bei TV 2 (Dänemark). Die deutsche Veröffentlichung erfolgte am 21. Februar 2025 in der ARD Mediathek.

## Rezeption
Karsten Umlauf vom SWR zeigt auf, dass Thomas Vinterberg seinem Land die rigide Flüchtlingspolitik vor Augen hält, und betont, künstlerisch bleibe sich der Regisseur treu, wenn er „nichts übertreibt und beispielsweise Musik oder Stille bewusst als dramaturgisches Mittel einsetzt.“. Auf film-rezesion.de wird der Film für sehenswert gehalten: „Da sind Szenen dabei, die einem nahegehen und dabei auch zum Nachdenken animieren sollen.“
Thomas Schultze weist auf The Spot darauf hin, dass es sich nicht um ein Untergangsszenario wie bei The Day After Tomorrow handele, sondern man an den Schicksalen der Hauptfiguren ganz unmittelbar Anteil nimmt: „Klug und entschieden setzt Thomas Vinterberg einen vergleichsweise konventionellen Rahmen für seine Erzählung, einen vertrauten Bogen, der es ihm erlaubt, immer wieder Szenen von roher Wahrheit zu inszenieren.“ Eric Leimann von Prisma hält es für eine der besten Serien des Jahres. Es sei „eine großartig geschriebene, gespielte und in Szene gesetzte Elegie des Abschieds.“ Dabei wirke die Fluchtgeschichte maximal echt und bedrohlich.

## Episodenliste
| Nr. | Deutscher Titel                           | Originaltitel                   | Erstausstrahlung Dänemark | Deutschsprachige Erstausstrahlung (D) |
| --- | ----------------------------------------- | ------------------------------- | ------------------------- | ------------------------------------- |
| 1 | Es kommt die Zeit                         | Sig nærmer tiden                | 20. Okt. 2024             | 21. Feb. 2025                         |
| Laura navigiert ihr Leben zwischen ihren geschiedenen Eltern und versucht, Elias romantisch zu verführen, der allerdings bereits in einer Liebesbeziehung ist. Lauras Onkel, Nikolaj, arbeitet für die dänische Regierung und bekommt mit, dass das Land evakuiert werden soll, weil die Kosten für den Hochwasserschutz zu hoch geworden sind. Er verstößt gegen seine Schweigepflicht und informiert Lauras Vater, Jacob, weil ein geplanter Architektenauftrag damit unwirtschaftlich wird. Jacob verkauft so schnell wie möglich sein Haus und kurz darauf veröffentlicht die dänische Regierung den Evakuierungsplan. |                                           |                                 |                           |                                       |
| 2 | Die Schafe werden von den Böcken getrennt | Fårene skilles fra bukkene      | 27. Okt. 2024             | 21. Feb. 2025                         |
| Der Hausverkauf von Jacob wird annulliert und der ehemalige Käufer verlangt Schadensersatz, weil er vermutet, betrogen worden zu sein. Jacob plant, in Paris als Architekt zu arbeiten, woraufhin einige Verwandte den Anspruch erheben, mitzukommen, was Jacob überfordert. Laura versucht, ihrer Mutter zu helfen, die als Wissenschaftsjournalistin gearbeitet hat, aber momentan arbeitslos ist. Die dänische Regierung kann ihr nur eine Siedlung in einem Vorort von Bukarest anbieten. Jacob und Amalia fliegen nach Paris und es gelingt ihnen auf Anhieb, einen Job und eine Wohnung zu finden. Währenddessen schreibt Laura ihre Abschlussprüfungen und kommt mit Elias zusammen, der eigentlich vorhat, nach Finnland auszuwandern, sich aber für Laura an der Sorbonne bewerben möchte.                                                                          |                                           |                                 |                           |                                       |
| 3 | Sei wachsam, Engel!                       | Stå, engle, på vagt             | 3. Nov. 2024              | 21. Feb. 2025                         |
| Laura wurde an der Sorbonne angenommen und Elias will mit. Ihre Mutter möchte jedoch nicht von ihrem Ex-Mann abhängig sein und entscheidet sich, nach Bukarest zu gehen. Laura will ihre Mutter nicht verlassen und überlegt ernsthaft, ihr zu folgen, bleibt aber dabei, nach Paris zu ziehen. Henriks Bruder hat wegen der einbrechenden Wirtschaft Geldprobleme und will Henrik um Geld bitten. Er verspricht es auch seinen Gläubigern, die bei Henrik aufkreuzen, aber von dessen Mann, Nikolaj, mit der Androhung von Schusswaffengewalt verscheucht werden. Als Nikolaj für einige Tage weg ist, überfallen sie Henrik erneut, finden das Geld aber nicht. An einem weiteren Tag fährt eine Person mit dem Auto zum Haus vor und Henrik sowie Nikolaj schießen zur Abschreckung. Dabei gehen einige Kugeln durch die Windschutzscheibe und die Person im Auto stirbt. |                                           |                                 |                           |                                       |
| 4 | Lebwohl, Dänemark                         | Farvel, Danmark                 | 10. Nov. 2024             | 21. Feb. 2025                         |
| Nikolaj und Henrik erfahren, dass sie den Sohn eines Freundes umgebracht haben. Laura fährt ihre Mutter zum Hafen und sie verabschieden sich, ohne zu wissen, wann sie sich wiedersehen können. Daheim angekommen, ändert Laura erneut ihre Entscheidung. Am Hafen verpasst sie allerdings das bereits abgelegte Schiff. Für 1.200 Euro nimmt sie ein privates Boot nach Swinemünde mit. Jacob kann sie nicht erreichen und macht sich Sorgen. |                                           |                                 |                           |                                       |
| 5 | Über alle Grenzen                         | Over alle grænser               | 17. Nov. 2024             | 21. Feb. 2025                         |
| Laura landet ungeplant in Russland und kontaktiert Elias. Sie sprechen sich ab, dass sie nochmals versucht, nach Polen zu gelangen. Elias will sie dort abholen. Er nimmt Jacobs ungenutztes Auto, wird aber an der Grenze zu Deutschland zurückgewiesen und sein Reisepass wird einbehalten. Deshalb lässt er das Auto stehen und verlässt Dänemark zu Fuß. Währenddessen fragt Jacob bei der französischen Polizei nach Hilfe. Dabei kommt aber auf, dass er ohne gültige Papiere eingereist ist, woraufhin er seinen Job und die Wohnung in Paris verliert. |                                           |                                 |                           |                                       |
| 6 | Alles, was unter dem Himmel ist           | Alt, hvad der sker under himlen | 24. Nov. 2024             | 21. Feb. 2025                         |
| Elias wird in Polen als illegaler Flüchtling entdeckt und von ausländerhassenden Personen zusammengeschlagen. Laura wartet am vereinbarten Bahnhof vergebens auf Elias, steigt in den letzten Zug nach Bukarest ein und findet dort ihre Mutter. Ohne Arbeitserlaubnis erhält sie dort zunächst keine Arbeit und sich muss mit ihrer Mutter in einer Notunterkunft ein Bett teilen. Henrik und Nikolaj sind nach England ausgewandert und Nikolaj arbeitet dort für die dänische Botschaft. Er soll einem dänischen Kind helfen, das als Fußballtalent nach England gekommen ist, dabei jedoch von seiner Mutter getrennt wurde und nun zu ihr nach Bukarest will. Henrik ist durchgehend aufgeregt, weil ihn sein schlechtes Gewissen plagt. Er fährt nach Dänemark zu seinem Bruder und spricht sich mit ihm aus.                                                          |                                           |                                 |                           |                                       |
| 7 | Ich mache alles neu                       | Jeg gør alting nyt              | 1. Dez. 2024              | 21. Feb. 2025                         |
| Laura erfährt, dass Elias vermutlich gestorben ist. Sie hat aber keine Zeit, diese Nachricht zu verarbeiten, weil sie viel arbeiten muss. Jacob und seiner Frau gelingt es, in Frankreich eine Arbeit zu finden, sodass sie dort bleiben können. Elias meldet sich bei Laura und teilt ihr mit, dass er einen Monat im Koma lag und sich erholen muss. Laura macht sich auf den Weg nach Finnland zur Hochzeit ihrer Freundin und möchte dort Elias treffen, der Trauzeuge sein soll. Er taucht erst zur Trauung im Rollstuhl auf. Bei der Feier nähern sie sich wieder an. |                                           |                                 |                           |                                       |